# Eaglais Fheichein
Ecclefechan, ou Eaglais Fheichein en gaélique écossais, est un village écossais dans le comté de Dùn Phrìs, dans le district de Dumfries and Galloway.

## Démographie
Le village compte 740 habitants.

## Situation géographique
Le village est bâti sur la rive du Mein Water, un tributaire de l’Annan, à 14 km au nord-ouest de la frontière entre l’Angleterre et l’Écosse.

## Personnalités
Eaglais Fheichein est le lieu de naissance, de décès et de sépulture d'Archibald Arnott, médecin de Napoléon Ier à Sainte-Hélène.
Eaglais Fheichein est le lieu de naissance de l’illustre écrivain, historien et philosophe Thomas Carlyle. Il était né dans la Maison arquée (Arched House en anglais) qui est une attraction touristique importante. Thomas Carlyle a été enterré à Eaglais Fheichein le 5 février 1881.